# Andreas Hedlund
Andreas Hedlund (também conhecido como Vintersorg and Mr. V,  nascido em 17 de Novembro de 1973 - Skellefteå, Suécia) é um músico de black metal, progressive metal e folk metal. Actualmente faz parte das bandas Vintersorg, Cronian e Borknagar.